# 阿爾貝-歐內斯特·卡里耶-貝洛斯
阿爾貝-歐內斯特·卡里耶-貝洛斯（Albert-Ernest Carrier-Belleuse）是一位法國雕塑家。

## 生平
他是最多產的藝術家之一，在拿破崙三世的親自支持下，於法蘭西第二帝國時期取得了最大的成就。他的作品深受義大利文藝復興和18世紀風格的影響，並致力於復興這些風格。
阿爾貝-歐內斯特·卡里耶-貝洛斯為裝飾藝術和工業藝術發展做出了重大貢獻。他位於巴黎圖爾多弗涅街15號的工作室，曾是奧古斯特·羅丹等眾多藝術家的創作場所，創作了大量裝飾性小雕像。
卡里耶-貝勒斯晚年擔任塞夫勒製造廠的藝術總監。

## 家族
他的兒子路易·羅伯特·卡里耶-貝洛斯（Louis-Robert Carrier-Belleuse）和皮埃爾·卡里耶-貝洛斯（Pierre Carrier-Belleuse）也在藝術領域取得了傑出成就。